# Velburg
Velburg ist eine Stadt im Oberpfälzer Landkreis Neumarkt in der Oberpfalz.

## Geografie

### Geografische Lage
Velburg liegt auf etwa 500 m Höhe auf halbem Weg zwischen Nürnberg und Regensburg im Oberpfälzer Jura. Die Altstadt wurde am westlichen Hang des Burgberges errichtet.
Das Gemeindegebiet befindet sich in der naturräumlichen Haupteinheit Fränkische Alb und der Naturraum-Einheit Mittlere Frankenalb.

### Gemeindegliederung
Es gibt 49 Gemeindeteile (in Klammern ist der Siedlungstyp angegeben):
- Albertshofen (Kirchdorf)
- Altenveldorf (Kirchdorf)
- Bernla (Weiler)
- Bogenhof (Einöde)
- Dantersdorf (Dorf)
- Deusmauer (Kirchdorf)
- Diesenhof (Weiler)
- Distlhof (Einöde)
- Dürn (Weiler)
- Federhof (Einöde)
- Finsterweiling (Dorf)
- Freudenricht (Dorf)
- Gehermühle (Einöde)
- Günching (Pfarrdorf)
- Habsberg (Wallfahrtskirche)
- Harenzhofen (Kirchdorf)
- Haumühle (Weiler)
- Hennenhof (Einöde)
- Hollerstetten (Kirchdorf)
- Kirchenwinn (Kirchdorf)
- Krondorf (Weiler)
- Lengenfeld (Pfarrdorf)
- Mantlach b.Velburg (Dorf)
- Matzenhof (Weiler)
- Neudiesenhof (Einöde)
- Oberweickenhof (Weiler)
- Oberweiling (Pfarrdorf)
- Oberwiesenacker (Pfarrdorf)
- Ollertshof (Einöde)
- Ostermühle (Einöde)
- Pathal (Weiler)
- Prönsdorf (Kirchdorf)
- Rammersberg (Kirchdorf)
- Regenfußmühle (Einöde)
- Reichertswinn (Weiler)
- Richterhof (Einöde)
- Richthof (Einöde)
- Richthofen (Weiler)
- Ronsolden (Kirchdorf)
- Sankt Colomann (Weiler)
- Sankt Wolfgang (Weiler mit Kirche)
- Schafhof (Einöde)
- Schallermühle (Einöde)
- Schwaighof (Einöde)
- Sommertshof (Einöde)
- Unterweickenhof (Weiler)
- Unterwiesenacker (Dorf)
- Velburg (Hauptort)
- Vogelbrunn (Weiler)

## Geschichte

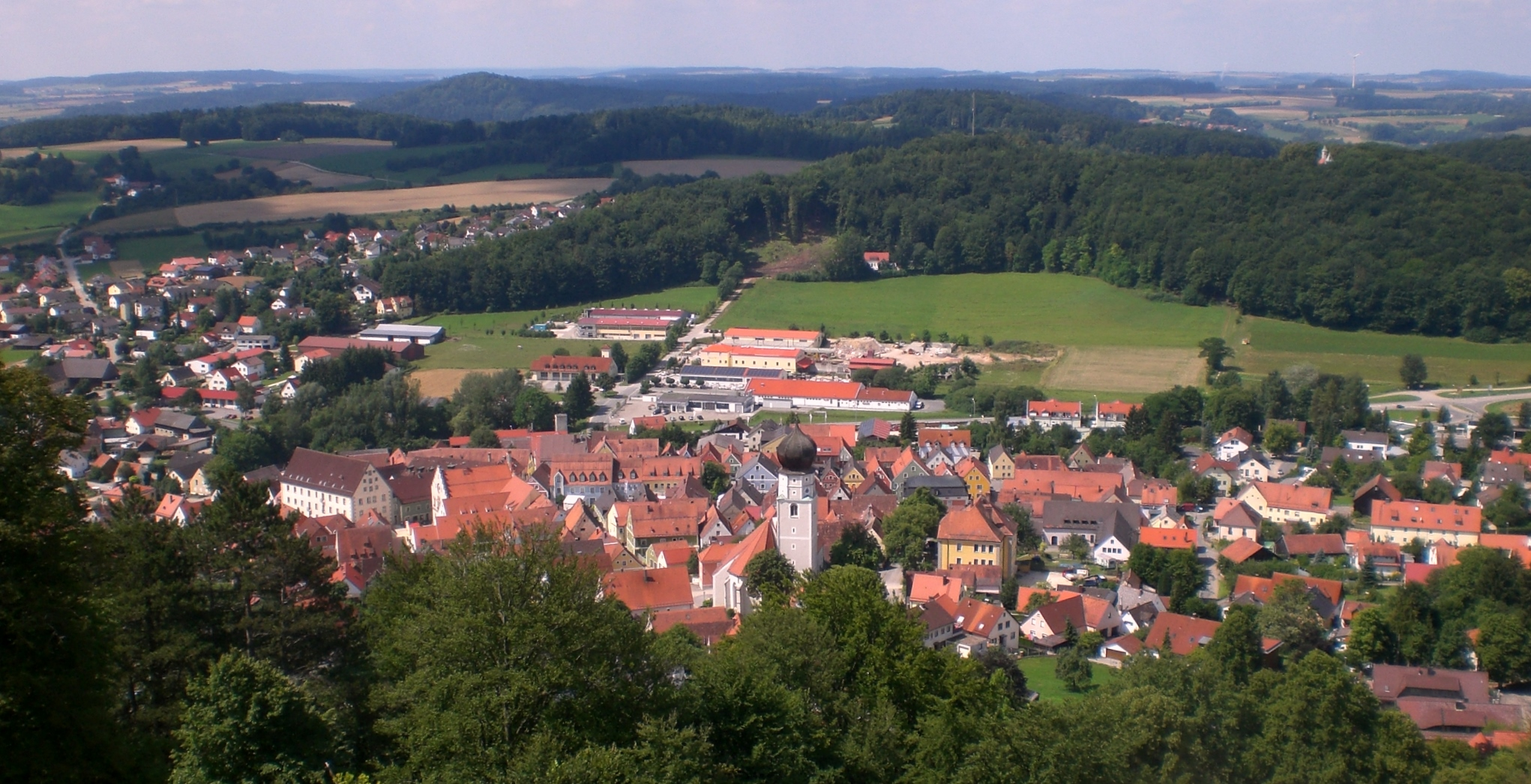
Blick auf Velburg

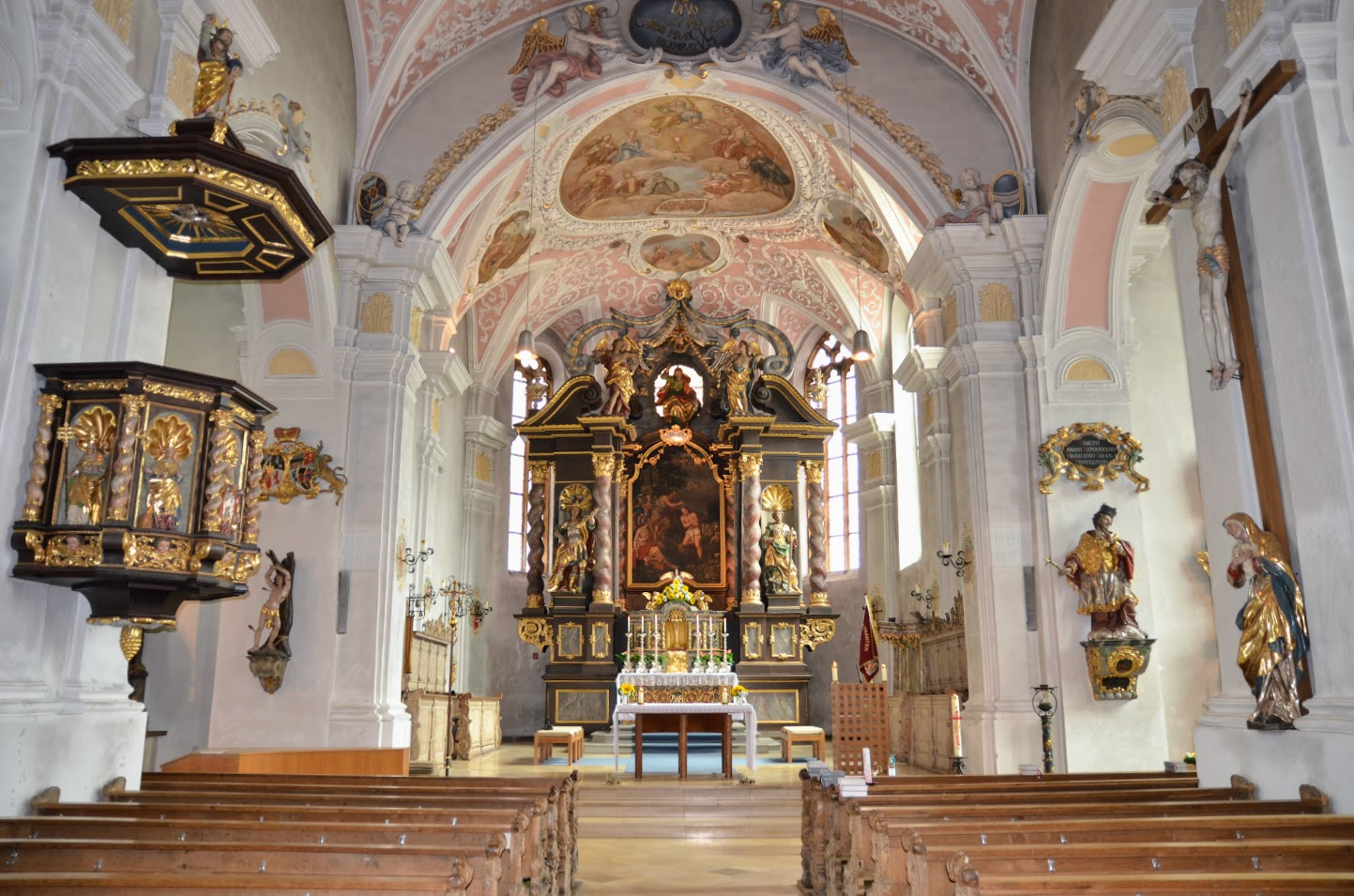
Innenraum mit Altar der Pfarrkirche St. Johannes Baptist (2017)

### Bis zum 18. Jahrhundert
Das Dorf Altenveldorf war die Vorläufersiedlung der Stadt Velburg, die zwischen 1231 und 1285 entstand. Die ehemalige Burg Velburg war Ausgangspunkt für die Neugründung. Die genaue Entstehung der Burg liegt im Dunkeln, erstmals wurde sie 1129 genannt. Herren der Burg waren bis 1217 die Grafen von Velburg, darunter die österreichische Linie der Grafen von Clam (Herren von Perg und Machland). Danach kam es zwischen 1271 und 1452 zur wechselnden Herrschaft über die Burg und das Siedlungsgebiet von Velburg.
Im Jahre 1410 erhielt der Markt Velburg die Stadtrechte; um diese Zeit dürfte auch der Bau der Stadtbefestigung begonnen haben. Von den ursprünglich 13 Türmen der Ringmauer stehen nur noch zwei, der Nordturm und der sogenannte Kapsenturm. 1394 wurde erstmals ein Schulmeister in Velburg erwähnt. 1410 kam es zum ersten großen Brand in Velburg.
Im Jahre 1505 wurde Velburg dem neu gebildeten Fürstentum Pfalz-Neuburg zugeteilt. Zwei Jahre später erhielt der Ritter Georg Wisbeck für seine Dienste Velburg als Geschenk. 1540, 1553 und 1574 gab es weitere drei große Brände, auch die Pest wütete dreimal in Velburg: 1564, 1574 und 1586.
Im Jahre 1574 starb das Geschlecht der Wispeck aus und Velburg fiel an Pfalz-Neuburg zurück. Im gleichen Jahr wurde die erste Pfarrei gegründet, bis dahin hatte Velburg zur Pfarrei Oberweiling gehört. Die ursprünglich einschiffige Pfarrkirche wurde wohl bereits im 15. Jahrhundert erbaut. Sie wurde 1520 um ein nördliches Seitenschiff erweitert und von 1717 bis 1721 durch den Anbau des südlichen Seitenschiffes in eine dreischiffige Kirche umgebaut.
1628 wurde die noch heute unter dem Namen Winkler Bräu firmierende Bierbrauerei gegründet. Das zugehörige denkmalgeschützte Bräustüberl wurde bereits 1428 gebaut.
Im Dreißigjährigen Krieg wurde Velburg am 1. Dezember 1633 im Zuge der vom schwedischen Feldherren Bernhard von Sachsen-Weimar geplanten Besetzung der Oberpfalz von schwedischen Truppen unter dem Obristen Claus Hastver besetzt. Der Ort lag auf der Nachschubroute von Nürnberg nach Regensburg und musste deshalb für die Schweden während der Kämpfe um Regensburg (1632–1634) gesichert werden.
1713 kam es zum letzten Ausbruch der Pest in Velburg.

### 19. Jahrhundert
Im Jahre 1803 entstand ein Rentamt (späteres Finanzamt) und 1807/08 eröffnete Joseph Ziegler die erste Apotheke in Velburg. Im Jahre 1808 kam es zur Neueinteilung der Kreise in Bayern, die nach Flüssen benannt wurden. Velburg gehörte zum Regenkreis, benannt nach dem Fluss Regen. Im Jahre 1838 wurde der Regenkreis in Regierungsbezirk Oberpfalz umbenannt. Ein Brief- und Fahrpostdienst wurde 1851 eingerichtet und 1862 bekam Velburg ein Bezirksamt. Zum Neubau des Rathauses kam es zwischen 1863 und 1865 und im Anschluss wurde 1866 das Vermessungsamt errichtet. 18 Jahre nach seiner Einrichtung wurde das Bezirksamt 1880 wieder aufgelöst. Die König-Otto-Tropfsteinhöhle wurde im Jahre 1895 entdeckt.

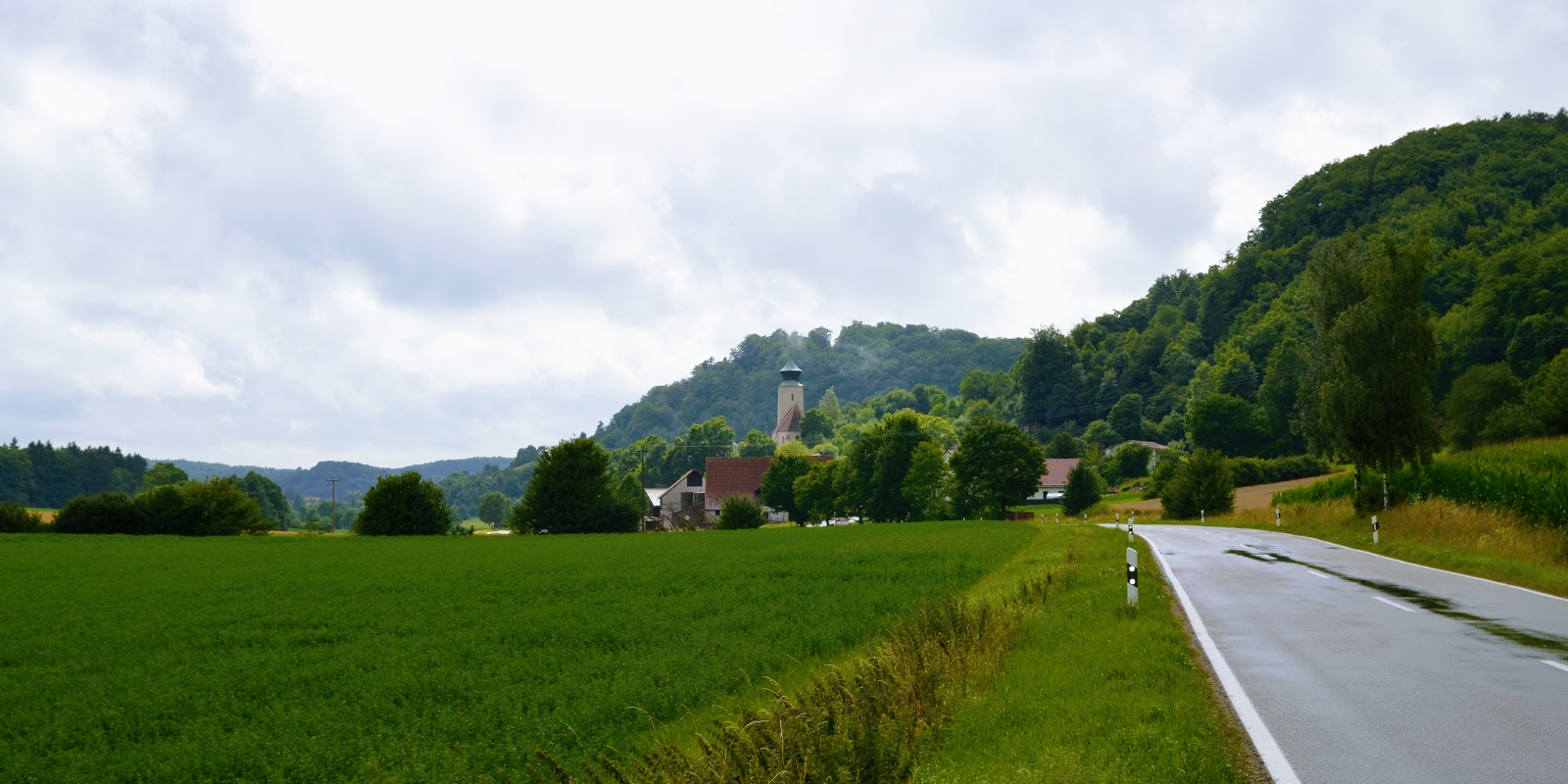
St. Wolfgang mit Wallfahrtskirche in der hügeligen Landschaft der mittleren Frankenalb (2017)

### 20. Jahrhundert
Im Jahre 1907 wurde ein Ortstelefonnetz und 1921 ein Schwesternheim eingerichtet. Im Jahre 1929 wurde das Vermessungsamt, 1932 das Finanzamt (Rentamt) aufgelöst.
Mit der Auflösung des Landkreises Parsberg wurde Velburg am 1. Juli 1972 in den vergrößerten Landkreis Neumarkt in der Oberpfalz aufgenommen.

### Eingemeindungen
Am 1. Oktober 1970 wurden die im Jahr 1951 abgesiedelten und deshalb nur noch formal selbständigen Gemeinden Geroldsee, Griffenwang, Lutzmannstein und Pielenhofen eingegliedert. Am 1. April 1971 kam Reichertswinn hinzu. Deusmauer, Lengenfeld, Mantlach bei Velburg, Oberweiling und Prönsdorf sowie Gebietsteile von Ronsolden folgten am 1. Januar 1972. Gebietsteile der aufgelösten Gemeinde Ransbach kamen am 1. Juli 1972 hinzu.
Am 1. Mai 1978 wurden schließlich Günching und Teile der aufgelösten Gemeinde Oberwiesenacker eingegliedert.
Die Stadt wuchs durch die Eingemeindungen auf eine Gesamtfläche von 176 km² mit 4200 Einwohnern.

### Einwohnerentwicklung
Zwischen 1988 und 2018 wuchs die Stadt von 4515 auf 5312 um 797 Einwohner bzw. um 17,7 %.

## Politik

### Stadtrat
- SPD: 1
- Grüne: 2
- FW: 2
- FW: 5
- ABV: 2
- CSU: 7
- AfD: 1

Der Stadtrat der Stadt Velburg setzt sich zusammen aus 20 gewählten und ehrenamtlich tätigen Stadträten sowie dem Ersten Bürgermeister der Stadt. Die Kommunalwahl am 15. März 2020 lieferte folgendes Ergebnis :
| Parteien und Wählergemeinschaften | Stimmenanteil 2020 | Sitze 2020 |        | Stimmenanteil 2014 | Sitze 2014 | Sitze 2008 |
| CSU                               | 35,3               | 7          | 49,7 % | 10                 | 12         |            |
| SPD                               | 2,9                | 1          | 3,9 %  | 1                  | 1          |            |
| Grüne                             | 10,6               | 2          | 12,2 % | 2                  | 1          |            |
| AfD                               | 3,6                | 1          | –      | –                  | –          |            |
| Freie Wähler Bayern               | 26,7               | 5          | 34,2 % | 7                  | 6          |            |
| Freie Wähler Velburg              | 10,1               | 2          | –      | –                  | –          |            |
| Aktive Bürger Velburg (ABV)       | 9,4                | 2          | –      | –                  | –          |            |
| Gesamt                            | 100 %              | 20         | 100 %  | 20                 | 20         |            |
| Wahlbeteiligung                   | 63,8 %             | 63,8 %     | 70,2 % | 70,2 %             |            |            |

### Bürgermeister
Berufsmäßiger Erster Bürgermeister ist seit 1. Mai 2020 Christian Schmid (CSU). Bei der Bürgermeisterwahl 2020 wurde er am 15. März bei einer Wahlbeteiligung von 75,9 % mit einem Stimmenanteil von 57,1 % im ersten Wahlgang gewählt.

### Wappen
|                                                                          | Blasonierung: „In Gold ein widersehender, silbern gekrönter roter Löwe.“ |
| Das Wappen ist seit dem 14. Jahrhundert bekannt und wurde 1969 geändert. |                                                                          |

## Kultur und Sehenswürdigkeiten

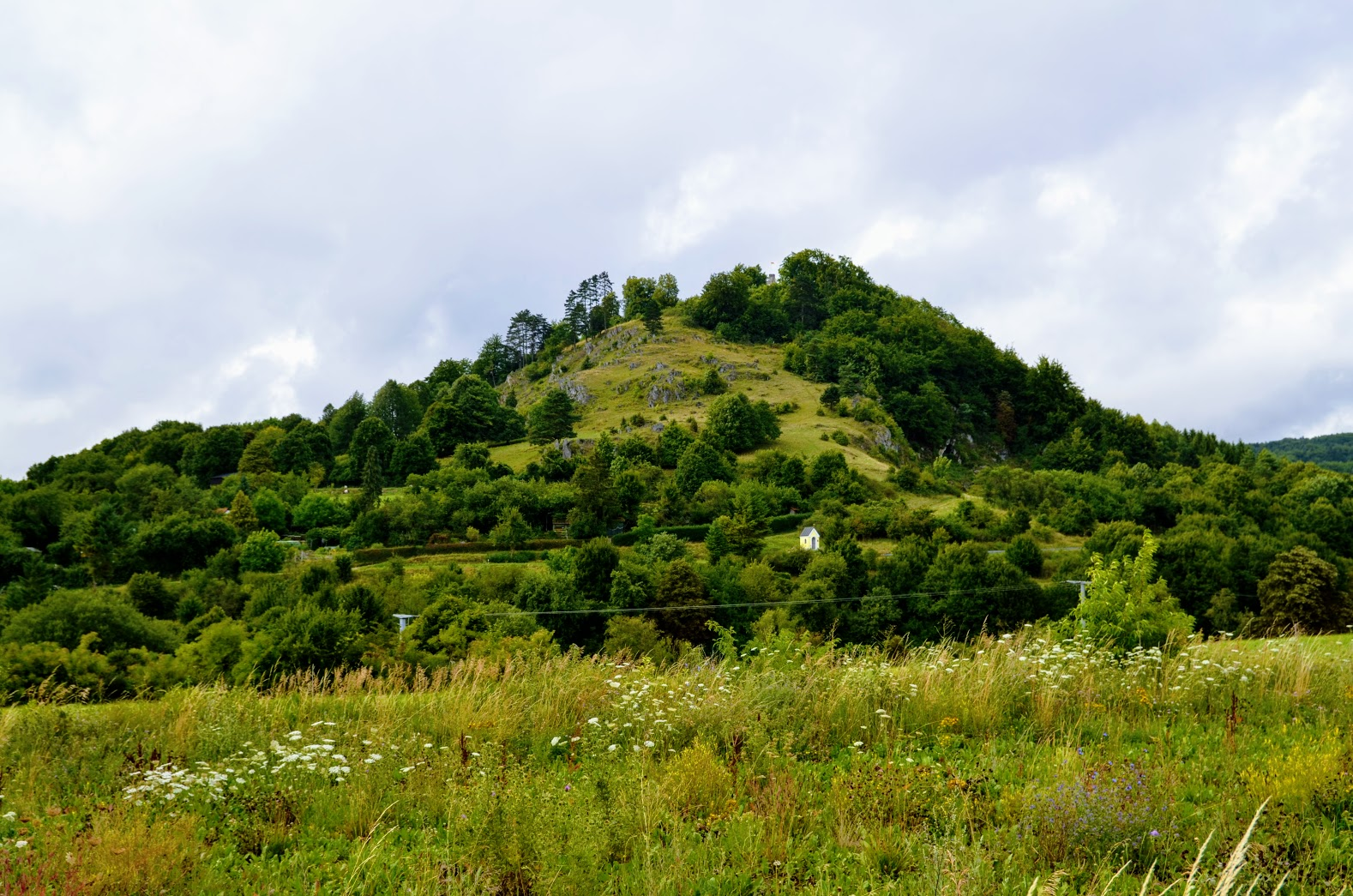
Felsige Kuppe des Burgberges (Schlossberg) mit Burgruine in der Landschaft des Oberpfälzer Jura (2017)

- Felsige Kuppe des Burgberges (Schlossberg) mit Burgruine in der Landschaft des Oberpfälzer Jura (2017)Ruine der Burg Velburg auf der felsigen Kuppe des Schlossberges
- Ruine von Schloss Helfenberg
- Ruine der Adelburg bei Hollerstetten
- Wallfahrtskirche Maria Heil der Kranken (Habsberg)
- Pfarrkirche St. Mariä Geburt in Oberweiling
- Stadtpfarrkirche St. Johannes Baptist, dreischiffige Kirche deren ältester Bauteil im 13. Jahrhundert entstand.
- Wallfahrtskirche St. Wolfgang, spätgotische Kirche und ehemals bedeutende Wallfahrt des Regensburger Bistumsheiligen St. Wolfgang
- Wallfahrtskirche Herz Jesu (1770/1792) mit Eremitage, die einzige Herz-Jesu-Wallfahrtskirche  in Bayern
- Ringwall Wolkensberg, vorgeschichtliche Wallanlage auf dem Wolkensberg in der Nähe von Mantlach bei Velburg

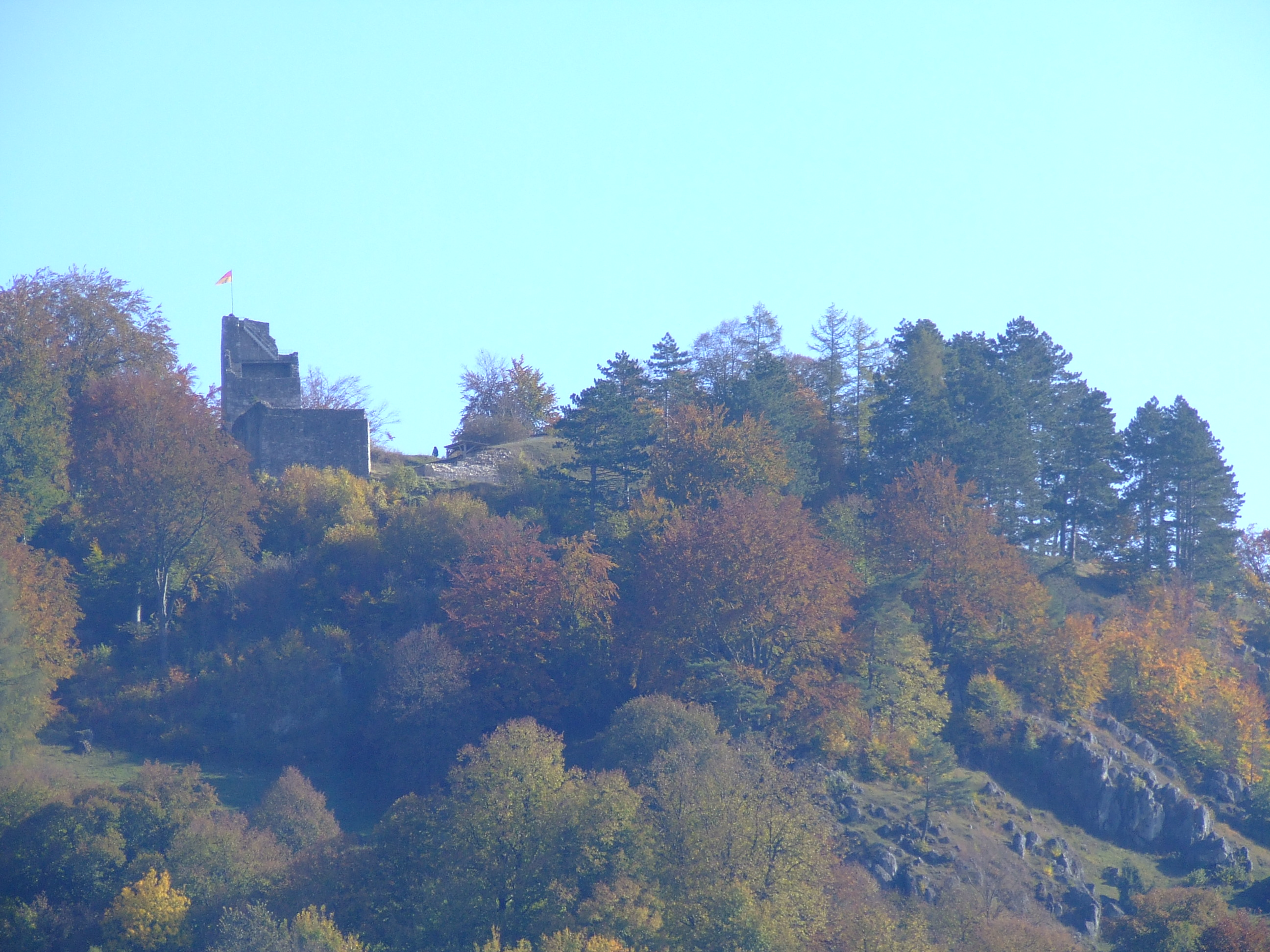
Burgruine Velburg
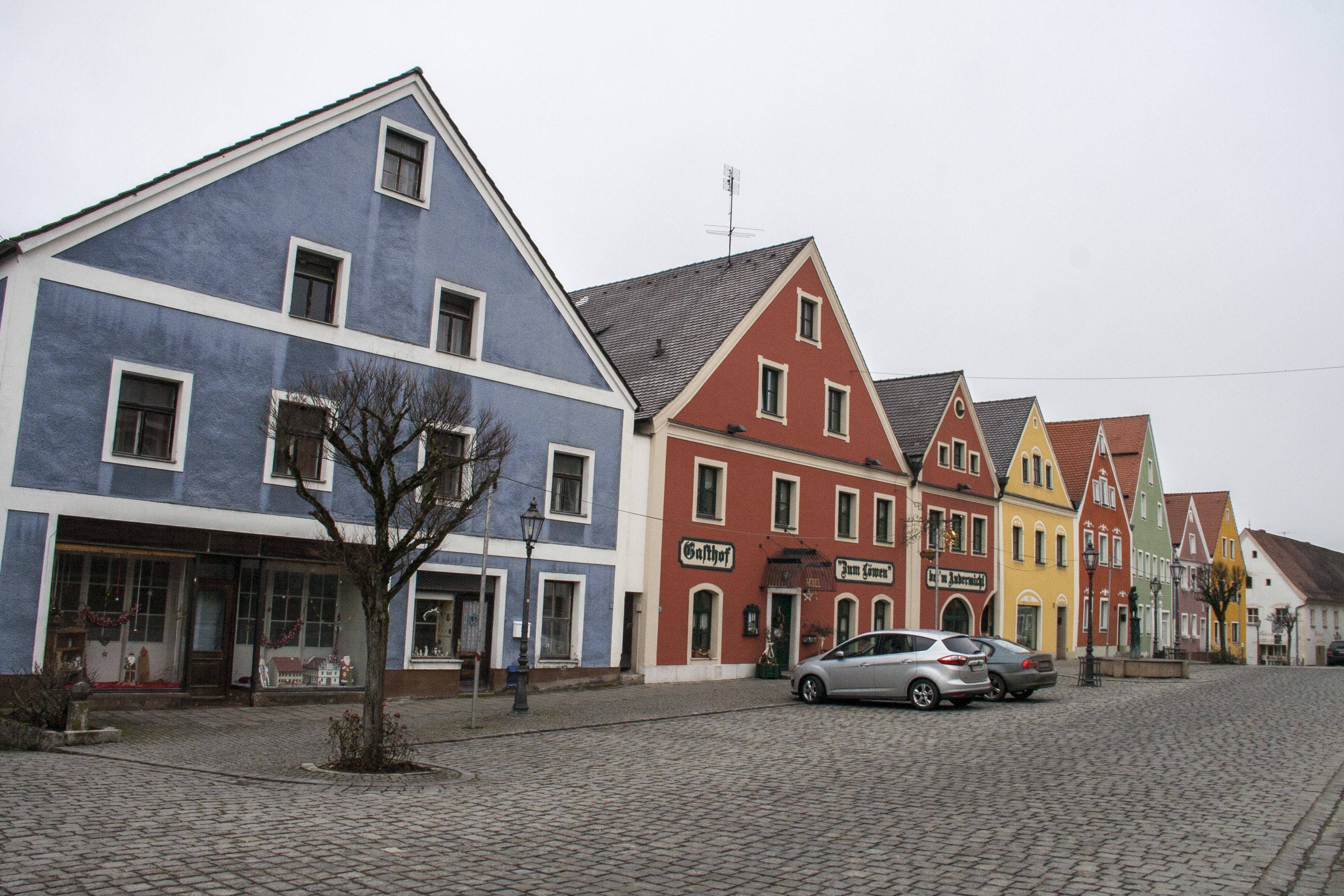
Ortsmitte von Velburg
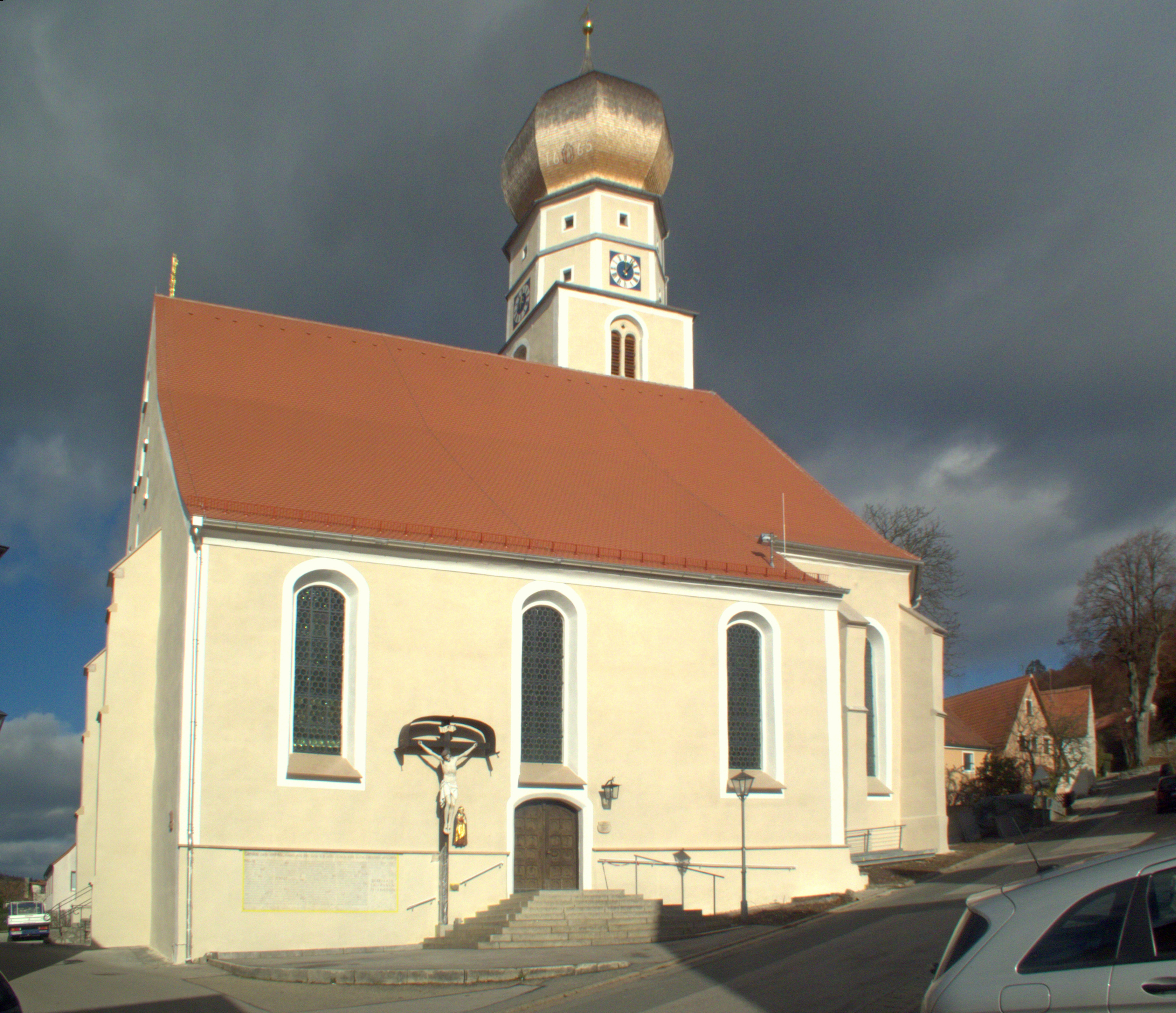
St Johann Baptist
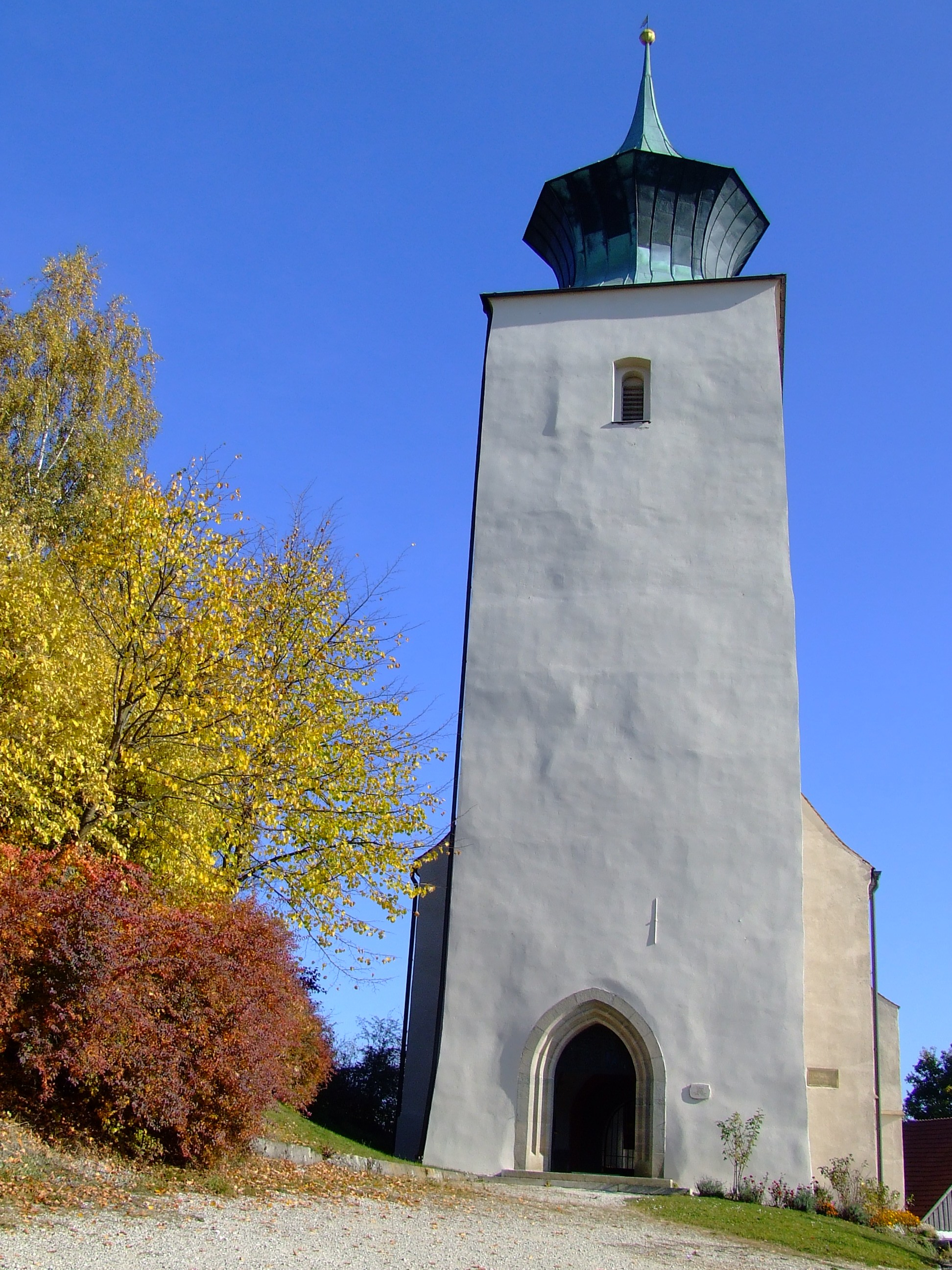
Wallfahrtskirche St. Wolfgang

### Naturschutzgebiete
- Das Deusmauer Moor bei Deusmauer

### Geotope

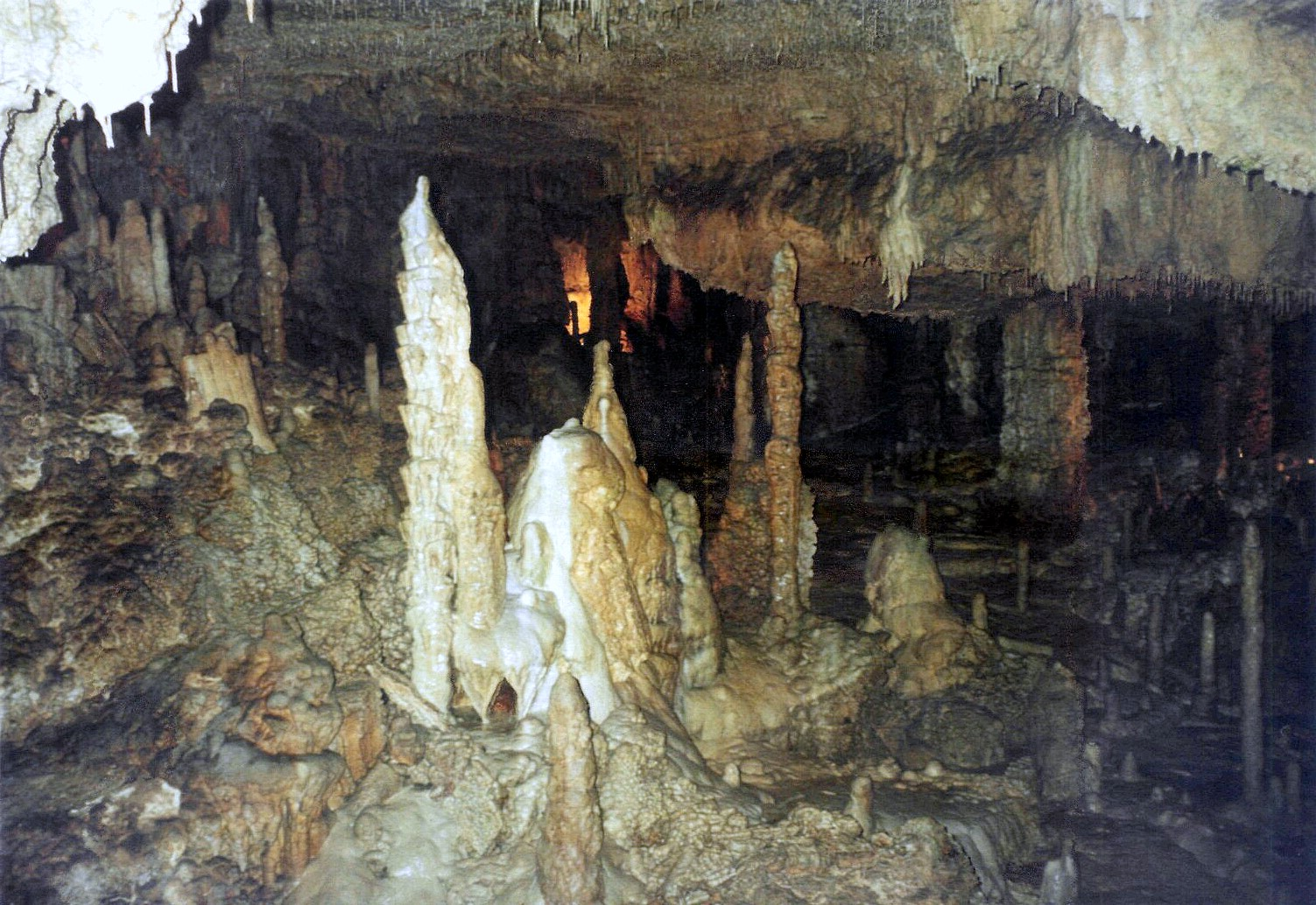
Tropfstein in der König-Otto-Tropfsteinhöhle
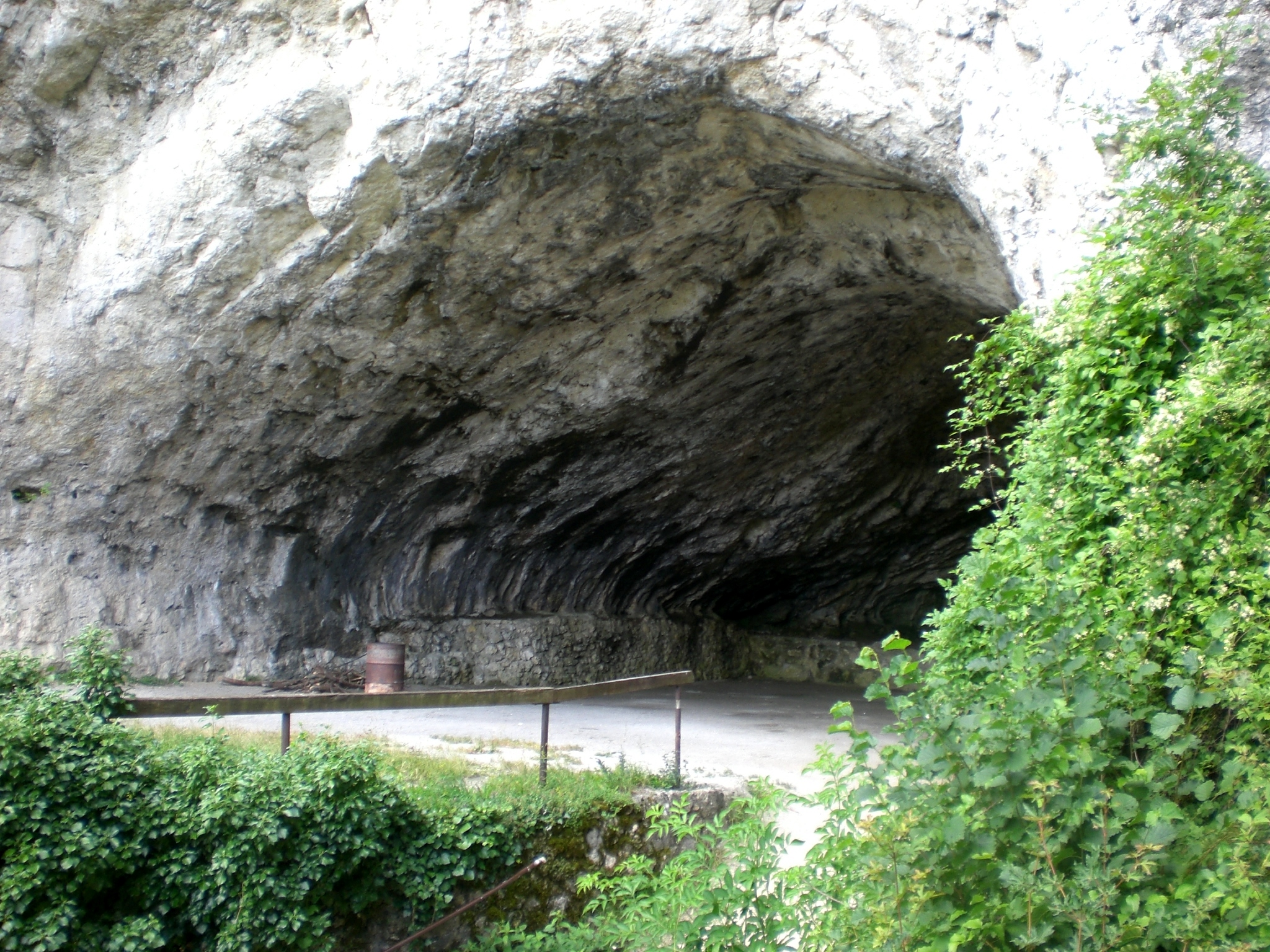
Das Hohlloch
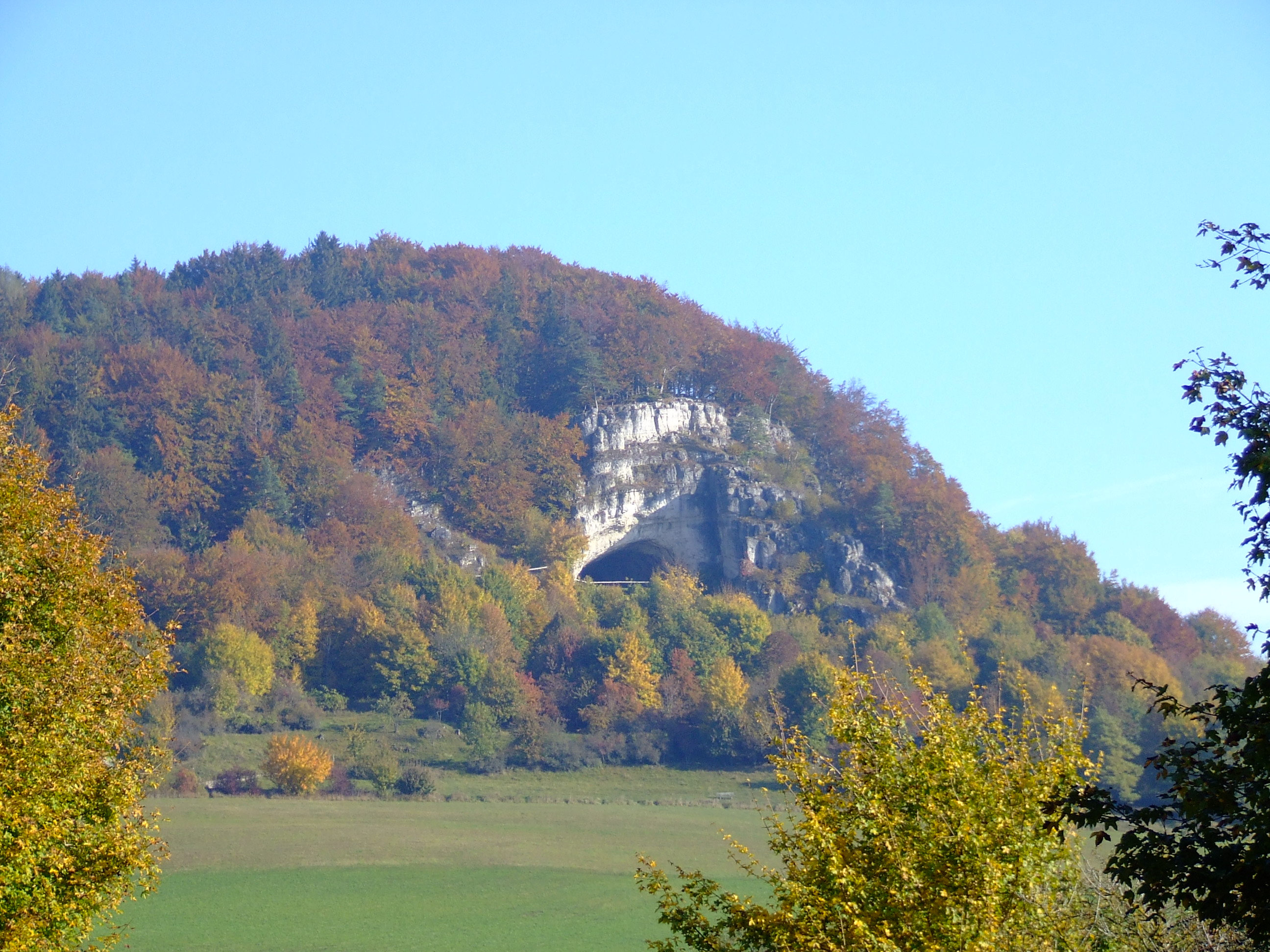
Hohllochberg

Auf dem Gemeindegebiet von Velburg befinden sich sieben vom Bayerischen Landesamt für Umwelt ausgewiesene Geotope:
- die König-Otto-Tropfsteinhöhle bei St. Colomann (373H001)
- das Hohlloch bei St. Wolfgang (373H002)
- die Hohenberghöhle westlich Velburg (373H005)
- die Mantlacher Doline (373R001)
- der Schwammerl-Felsen westlich von St. Colomann (373R002)
- der Hohllochberg bei Velburg (373R003)
- die Dolomite am Burgberg der Ruine Velburg (373R004)

### Naturdenkmäler
- König-Otto-Tropfsteinhöhle mit der Adventhalle, öffentlich zugänglich vom 1. April bis 31. Oktober
- Hohlloch ist ein Grotten-/Höhlen-Komplex. In der größten Grotte finden Feste und Feiern statt.

### Freizeiteinrichtungen
Die Erlebniswelt Velburg GmbH betreibt unter anderem in Altenveldorf eine Naturbad, einen Klettergarten in Sankt Colomann. Dazu kommen weitere naturnahe Erlebnisse.

### Regelmäßige Veranstaltungen
- Am Faschingssonntag findet der traditionelle Faschingszug in Velburg statt.[11]
- Das Bürgerfest wird alljährlich Ende Juli Anfang August veranstaltet.[12]
- Jedes 3. Adventswochenende findet der Velburger Weihnachtsmarkt statt.[13]

## Verkehr
- Die Autobahn A3 berührt das Gemeindegebiet im Westen (AS 93 Velburg).
- Die Staatsstraße 2220 umgeht den Ort großräumig im Süden.
- Die Kreisstraße NM1 (Neumarkter-Straße) verläuft durch den Ort.

Im Gemeindeteil Günching befindet sich das Ultraleichtfluggelände Günching.

## Persönlichkeiten
- Thomas Graf (* 21. Dezember 1787; † 8. Februar 1840), deutscher katholischer Geistlicher
- Johann Michael Schaller (* um 1680; † um 1750), Bildschnitzer und Bildhauer
- Xaver Strauß (* 29. Mai 1910; † 8. Dezember 1998), SS-Hauptsturmführer, Leiter der Standortverwaltung im KZ Mauthausen und verurteilter Kriegsverbrecher
- Rosa Sucher (* 23. Februar 1849; † 16. April 1927), dramatische Sopranistin
- Thea Wittmann (* 21. März 1874; † 1918), Malerin und Kunstpädagogin
- Ludwig Häring (* 20. Juli 1934), Pädagoge, Humanist, ehemaliger Direktor der Akademie für Lehrerfortbildung und Personalführung in Dillingen an der Donau
- Wolf Glossner (* 1946; † 13. Mai 2017), Grafiker, Bildhauer und Hochschullehrer
- Gundi Ellert (* 8. September 1951), Schauspielerin, Regisseurin und Autorin
- Martin Sturm (* 1992), deutscher Organist und Hochschullehrer

## Mit Velburg verbunden
- Georg Wisbeck (* vor 1487; † 1518 in Velburg), Erbkämmerer und Hauptmann des Erzstiftes Salzburg, im Landshuter Erbfolgekrieg Hauptmann auf Seiten von Elisabeth und Ruprecht von der Pfalz
- Richard Paul Wagner (* 25. August 1882 in Berlin; † 14. Februar 1953 in Velburg), „Vater der Einheitsdampflokomotive“
- Jonas Koller (* 22. März 1993 in Addis Abeba), Leichtathlet, Langstreckenläufer, wuchs in Velburg auf

## Belege
1. ↑  Gemeinden, Kreise und Regierungsbezirke in Bayern, Einwohnerzahlen am 31. Dezember 2023; Basis Zensus 2022 (Hilfe dazu)
2. ↑  Stadt Velburg, Liste der amtlichen Gemeindeteile/Ortsteile im BayernPortal des Bayerischen Staatsministerium für Digitales, abgerufen am 30. November 2021.
3. ↑  Stadt Velburg in der Ortsdatenbank der Bayerischen Landesbibliothek Online. Bayerische Staatsbibliothek, abgerufen am 12. Dezember 2017.
4. ↑  Peter Engerisser: Von Kronach nach Nördlingen. Der Dreißigjährige Krieg in Franken Schwaben und der Oberpfalz 1631-1635. Verlag Späthling Weißenstadt 2007, S. 208. ISBN 978-3-926621-56-6
5. ↑  Wilhelm Volkert (Hrsg.): Handbuch der bayerischen Ämter, Gemeinden und Gerichte 1799–1980. C. H. Beck, München 1983, ISBN 3-406-09669-7, S. 547.
6. ↑  Statistisches Bundesamt (Hrsg.): Historisches Gemeindeverzeichnis für die Bundesrepublik Deutschland. Namens-, Grenz- und Schlüsselnummernänderungen bei Gemeinden, Kreisen und Regierungsbezirken vom 27.5.1970 bis 31.12.1982. W. Kohlhammer, Stuttgart / Mainz 1983, ISBN 3-17-003263-1, S. 650 (Statistische Bibliothek des Bundes und der Länder [PDF; 41,1 MB]).
7. ↑  Ergebnis der Wahl 2020 des Stadtrats, Stadt Velburg
8. ↑  Bürgermeister/Oberbürgermeister in kreisangehörigen Gemeinden (Stand: 01.05.2020). (xlsx) Bayerisches Landesamt für Statistik, abgerufen am 20. Juni 2020.
9. ↑  Wappen von Velburg in der Datenbank des Hauses der Bayerischen Geschichte
10. ↑  Startseite - Erlebniswelt Velburg. Abgerufen am 2. Januar 2024.
11. ↑  Wolfgang Schön: Velburger Faschingsumzug bleibt in der jetzigen Form erhalten. In: mittelbayerische.de. 20. November 2023, abgerufen am 2. Januar 2024.
12. ↑  Wolfgang Schön: Trotz Regen ein Erfolg: Velburger Bürgerfest auf dem richtigen Weg. In: mittelbayerische.de. 19. November 2023, abgerufen am 2. Januar 2024.
13. ↑  25. Velburger Weihnachtsmarkt. In: velburg.de. Stadt Velburg, Dezember 2023, abgerufen am 2. Januar 2024.
14. ↑  BAYSIS Kartenfenster. Abgerufen am 6. März 2024.